# Samuel Volkart
Samuel Volkart (* 4. November 2000) ist ein Schweizer Unihockeyspieler, der beim Nationalliga-A-Verein Grasshopper Club Zürich unter Vertrag steht.

## Karriere
Volkart stammt aus dem Nachwuchs des Grasshopper Club Zürich, wo er während der Saison 2019/20 für die Stadtzürcher debütierte.